# Jiří Reinberger
Jiří Emil Reinberger (* 14. April 1914 in Brünn, Markgrafschaft Mähren; † 28. Mai 1977 in Prag, Tschechoslowakei) war ein tschechoslowakischer Organist, Orgelsachverständiger, Musikpädagoge und Komponist.

## Leben und Wirken
Jiří Reinberger war ein Sohn des gleichnamigen Brünner Gymnasiallehrers und dessen Ehefrau Růžena (geb. Grünwald). Er besuchte von 1925 bis 1929 das Gymnasium in Holešov und legte 1933 am Gymnasium in Brünn seine Abiturprüfung ab. Im Rahmen von außerordentlichen Studien hatte er bereits 1932 am Brünner Konservatorium bei Eduard Tregler einen Abschluss im Fach Orgel erworben. Privat vertiefte er sein Orgelstudium bei Bedřich Antonín Wiedermann in Prag und bei Günther Ramin und Karl Straube in Leipzig. Am Brünner Konservatorium erwarb er 1938 bei Vilém Petrželka einen Abschluss in Komposition. Danach vervollständigte er seine Kenntnisse und Fertigkeiten am Prager Konservatorium in der Meisterklasse des Komponisten Vítězslav Novák, die er 1940 mit einem Diplom abschloss. Im Jahr 1945 schloss Reinberger zusätzlich ein Studium der Rechtswissenschaft in Brünn ab. 
Ab Februar 1945 unterrichtete er das Fach Orgel am Konservatorium in Brünn und von 1945 bis 1951 am Prager Konservatorium. Ab 1946 wirkte er als Musikpädagoge an der Musikfakultät der Akademie der musischen Künste in Prag. Dort wurde er 1954 zum außerordentlichen Professor und 1964 zum Professor ernannt. Zu den zahlreichen tschechischen und ausländischen Organisten, die er ausbildete, zählen Lubina Holanec, Jan Hora, Neva Krasteva, Giedrė Lukšaitė-Mrázková und Václav Rabas. An der Akademie rief er 1969 internationale Meisterkurse für Orgel ins Leben, die er leitete. Ähnliche Kurse hielt er auch in Zürich. 
Als klassischer Organist konzertierte Reinberger ab 1932 im In- und Ausland und trat regelmäßig in fast allen Ländern Europas und der ehemaligen UdSSR sowie in Kanada und Japan auf. Er brachte Kompositionen zeitgenössischer tschechischer Komponisten – darunter Alois Hába, Jan Hanuš und Miloslav Kabeláč – zur Uraufführung. Daneben zählte vor allem Alte Musik, insbesondere die Musik von Johann Sebastian Bach, zu seinem bevorzugten Repertoire.
Für die in Krnov ansässige Orgelbaufirma Rieger-Kloss war Reinberger als Sachverständiger und Berater bei Orgelneubauten sowohl in der Tschechoslowakei als auch im Ausland tätig, unter anderem in Bukarest, Kairo, Moskau (Tschaikowski-Konzertsaal), Leningrad, Tallinn und Toronto. Nach seinem Entwurf wurde die neue Orgel für das Prager Konzertgebäude Rudolfinum gebaut. Als Experte für die Gestaltung neuer Orgeln sowie für die Rekonstruktion historischer Orgeln entwarf Reinberger unter anderem die Disposition der elektropneumatischen Orgel in der Prager Kirche St. Martin in der Mauer und erstellte einen Plan für den Wiederaufbau der Orgel der Korand-Gemeinde der Evangelischen Kirche der Böhmischen Brüder in Pilsen.
Reinberger war an der Vorbereitung der Fernsehserie Varhanní hudba sedmi staletí („Orgelmusik aus sieben Jahrhunderten“) und des Films Československé varhany („Orgeln in der Tschechoslowakei“) beteiligt und trug auf diese Weise zur Verbreitung des Wissens über die Orgelkunst bei. Außerdem verfasste er den Textteil für den Bildband Varhany v Československu („Orgeln in der Tschechoslowakei“). Dass im Rahmen des Festivals Prager Frühling ab 1958 internationale Orgelwettbewerbe durchgeführt wurden, ging auf seine Initiative zurück.
Im Jahr 1964 wurde Reinberger mit dem Titel „Verdienstvoller Künstler“ (tschechisch zasloužilý umělec) geehrt.

Die Enzyklopädie Die Musik in Geschichte und Gegenwart würdigt ihn mit den Worten: 

„Reinberger trug entscheidend dazu bei, daß sich die Orgel in einer Zeit, da sie wegen ihres Gebrauchs in der Kirche im öffentlichen Konzertbetrieb in der Tschechoslowakei unerwünscht war, als vollwertiges Konzertinstrument durchsetzen konnte. Als Interpret, Pädagoge und Fachberater für Orgelbau erwarb er sich internationale Anerkennung […] und begründete eine moderne tschechische Organistenschule, für die eine notengetreue und stilistisch adäquate Interpretation der Werke charakteristisch wurde.“

Jiří Reinberger starb am 28. Mai 1977 im Alter von 63 Jahren in Prag. 

### Familie
Am 3. Juli 1943 heiratete Reinberger in Brünn die Studentin Mařie Mezníková (* 1919), die Tochter des mährischen Landespräsidenten Jaroslav Mezník (1884–1941). Ein Bruder seiner Ehefrau war der Historiker und Experte für mittelalterliche Geschichte Mittel- und Westeuropas, Jaroslav Mezník jun. (1928–2008).

## Kompositionen (Auswahl)
- Symphonie in g-Moll (1938)
- Konzert in a-Moll für Orgel und Orchester (1940)
- Konzert Nr. 2 in c-Moll für Orgel und Orchester (1955)
- Symphonie Nr. 2 in f-Moll (1958)
- Konzert für Cello und Orchester (1958)
- Konzert Nr. 3 für Orgel und Streichorchester (1960)

## Diskografie (Auswahl)
- České, moravské a slovenské varhany. 4 LP, Supraphon, Praha 1968 (Tschechische, mährische und slowakische Orgeln)
- České a moravské barokní varhany. 4 LP, Supraphon, Praha 1974 (Tschechische und mährische Barockorgeln)
- Pražské varhany. 2 LP, Supraphon, Praha 1969 (Prager Orgeln)
- Jan Hanuš: Koncertantní symfonie pro varhany, harfu, tympány a smyčce. CD, Supraphon, Praha 2002 (Konzertante Symphonie für Orgel, Harfe, Pauken und Streicher)
- Zahlreiche Aufnahmen von Werken J. S. Bachs für Supraphon, unter anderem auf der Schnitger-Orgel in Zwolle (Niederlande)